# Floreffe
Floreffe ist eine Gemeinde in der Provinz Namur im wallonischen Teil Belgiens am Fluss Sambre, etwa elf Kilometer südwestlich der Stadt Namur. Sie besteht aus den Ortsteilen Floreffe, Floriffoux, Franière, Sovimont und Soye.

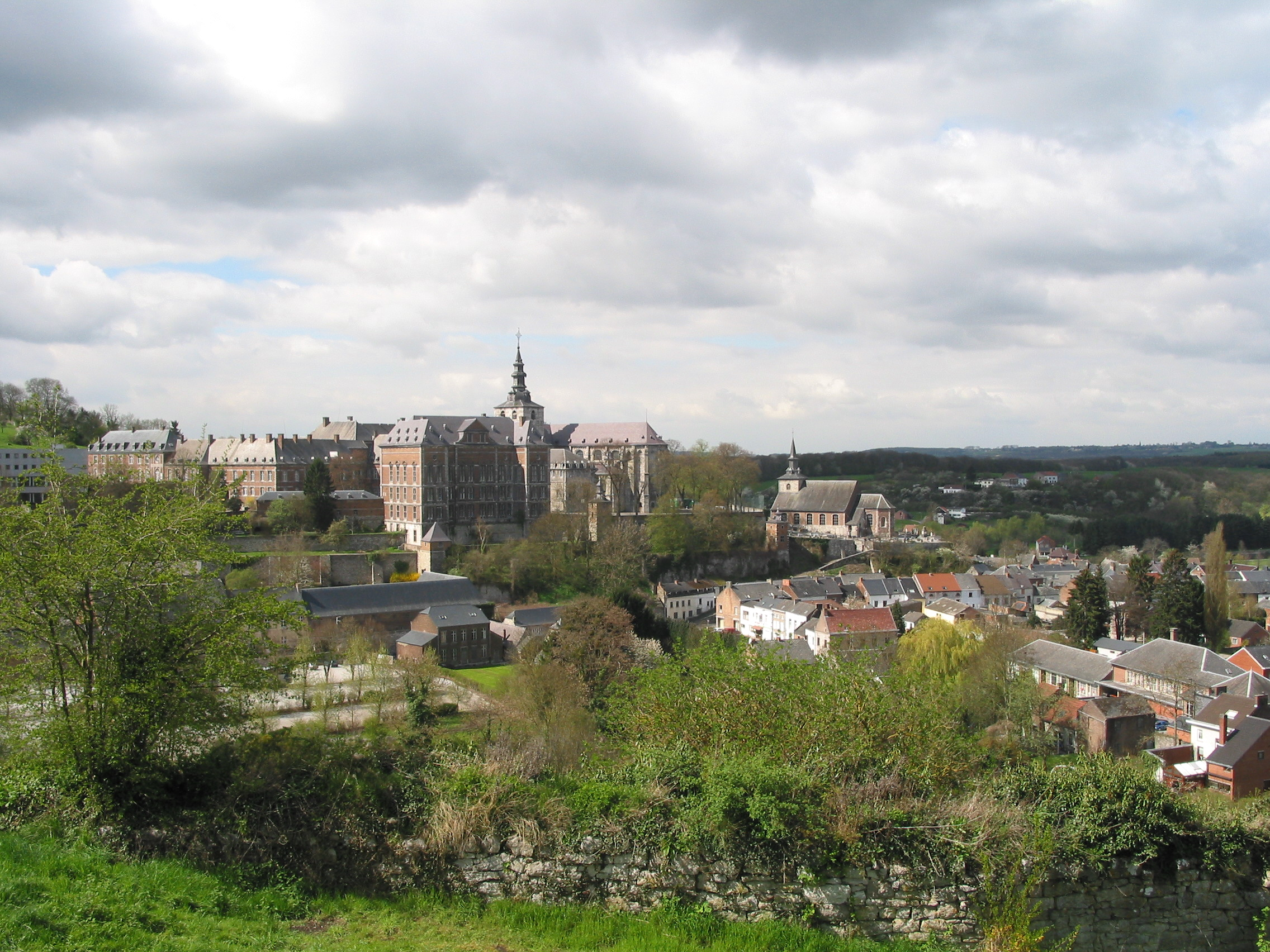
Das Dorf und die Abtei

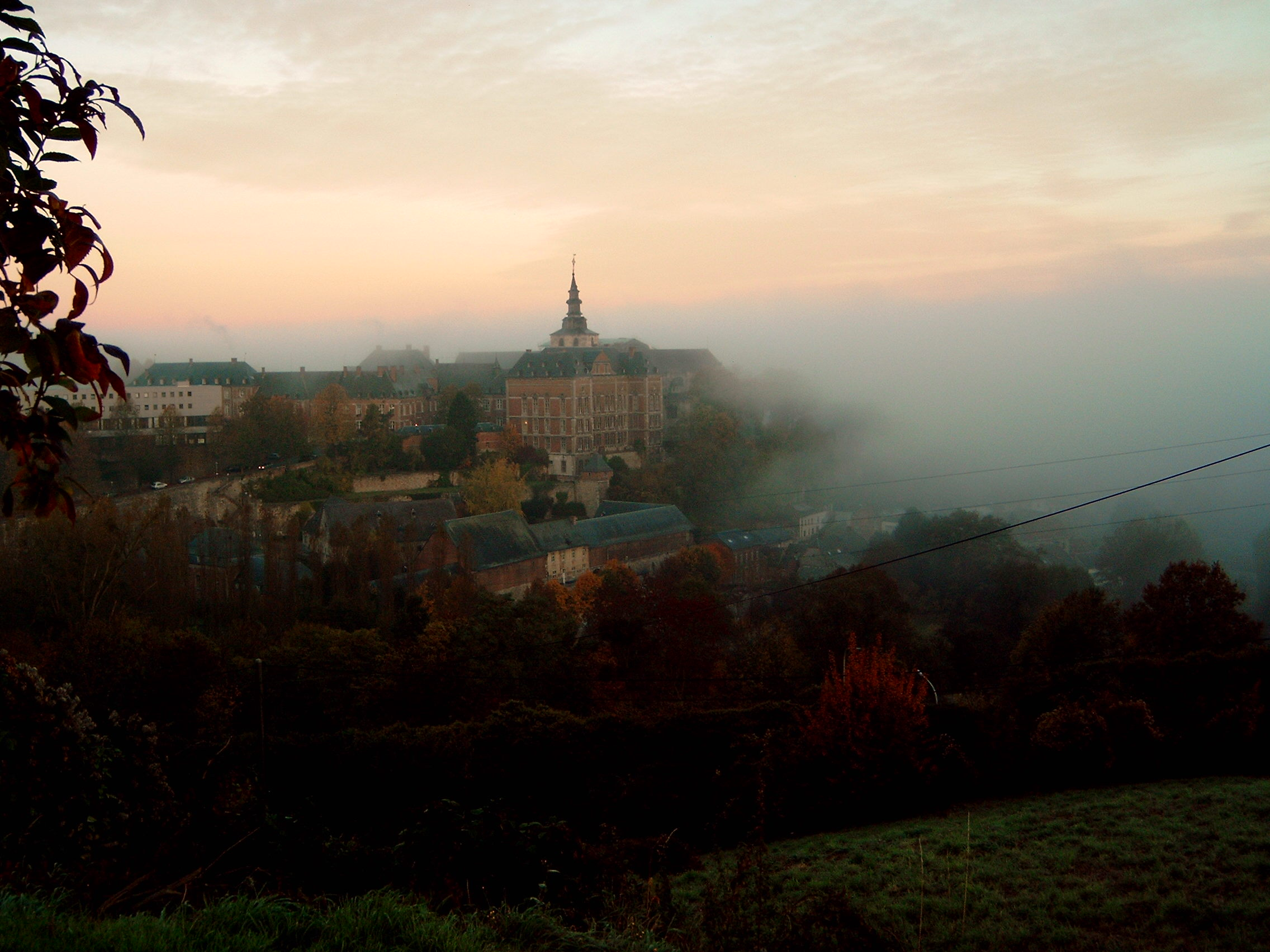
Abtei Floreffe

## Geschichte
Der Name Floreffe geht auf die lateinische Ortsbezeichnung „Florete flores“ („Auf dass die Blumen blühen“) zurück.
Im Jahr 1121 gründete hier Norbert von Xanten das zweite Kloster der Prämonstratenser, die Abtei Floreffe, an deren Fuß das Dorf entstand. Das Kloster wurde in der Folge der Französischen Revolution 1797 aufgelöst. Nach dem Konkordat von 1801 kehrte der Abt mit einigen Brüdern in die Abtei zurück. Nach dem Tod des letzten Konventmitgliedes 1842 fiel die Abtei an das Bistum Namur, das dort ein Seminarzentrum und eine Schule unterhält. Die Klosteranlage enthält Gebäude vom 12. bis zum 20. Jahrhundert. Sehenswert ist vor allem das Chorgestühl der Abteikirche (1632–1648), welches von Pierre Enderlin geschnitzt wurde. Die aus dem Kloster stammende reich verzierte Bibel von Floreffe aus der Zeit um 1170 befindet sich heute in der British Library in London (Add MS 17738).
In Floreffe finden einmal jährlich der landesweit bekannte Kunsthandwerk-Salon Arisan'art, das World-Musik-Festival Esperanzah, eine Ausstellung der Floreffer Künstler, eine Weinmesse sowie zu Pfingsten ein großer Flohmarkt statt. Das Kulturzentrum von Floreffe organisiert unter anderem eine gut besuchte Theater-Saison. Für Sportsfreunde gibt es eine Sporthalle und die durch Floreffe laufenden Wanderwege GR-Fernwanderweg und Radwanderwege (RAVeL). In und um Floreffe gibt es mehrere Höhlen, wobei nur die Tropfsteinhöhle unter den Fundamenten eines schlossartigen Turmes touristisch genutzt wird. Alle anderen kann man aber über den Speläologie-Club von Floreffe besichtigen. In dem Gemeindeteil Sovimont gibt es auf einer Gemeinschaftsinitiative „Vitis“ hin einen Weinberg, der von den Einwohnern betreut wird und jährlich zu einem Fest seines Schutzpatrons St. Vincent einlädt.

## Söhne der Stadt
- Hugo von Floreffe, Prämonstratensermönch und Autor, der um 1228 im Kloster Floreffe wirkte
- Victor Linart (1889–1977), Radrennfahrer